# Pista de aterrizaje

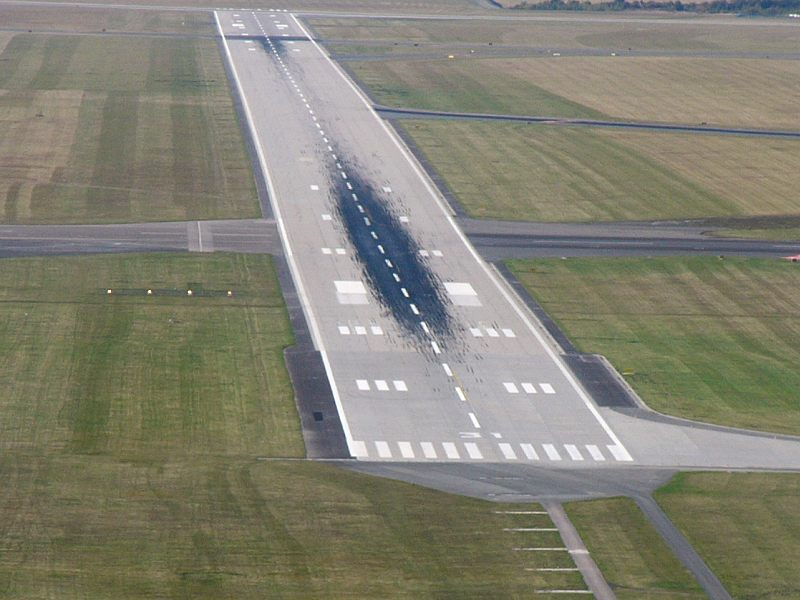
La pista de aterrizaje 31 del aeropuerto Ruzyně en Praga, República Checa.

La pista de aterrizaje o pista de despegue es la superficie de un campo de aviación o de un aeropuerto, así como también de un portaaviones, sobre la cual los aviones toman tierra y frenan o en la que los aviones aceleran hasta alcanzar la velocidad que les permite despegar. En español es más habitual hablar de pista de aterrizaje que de pista de despegue. En inglés existe una única palabra para ambos términos, que es runway. El piloto y el controlador aéreo utilizan simplemente la expresión «pista» cuando se comunican entre ellos.

## Dimensiones

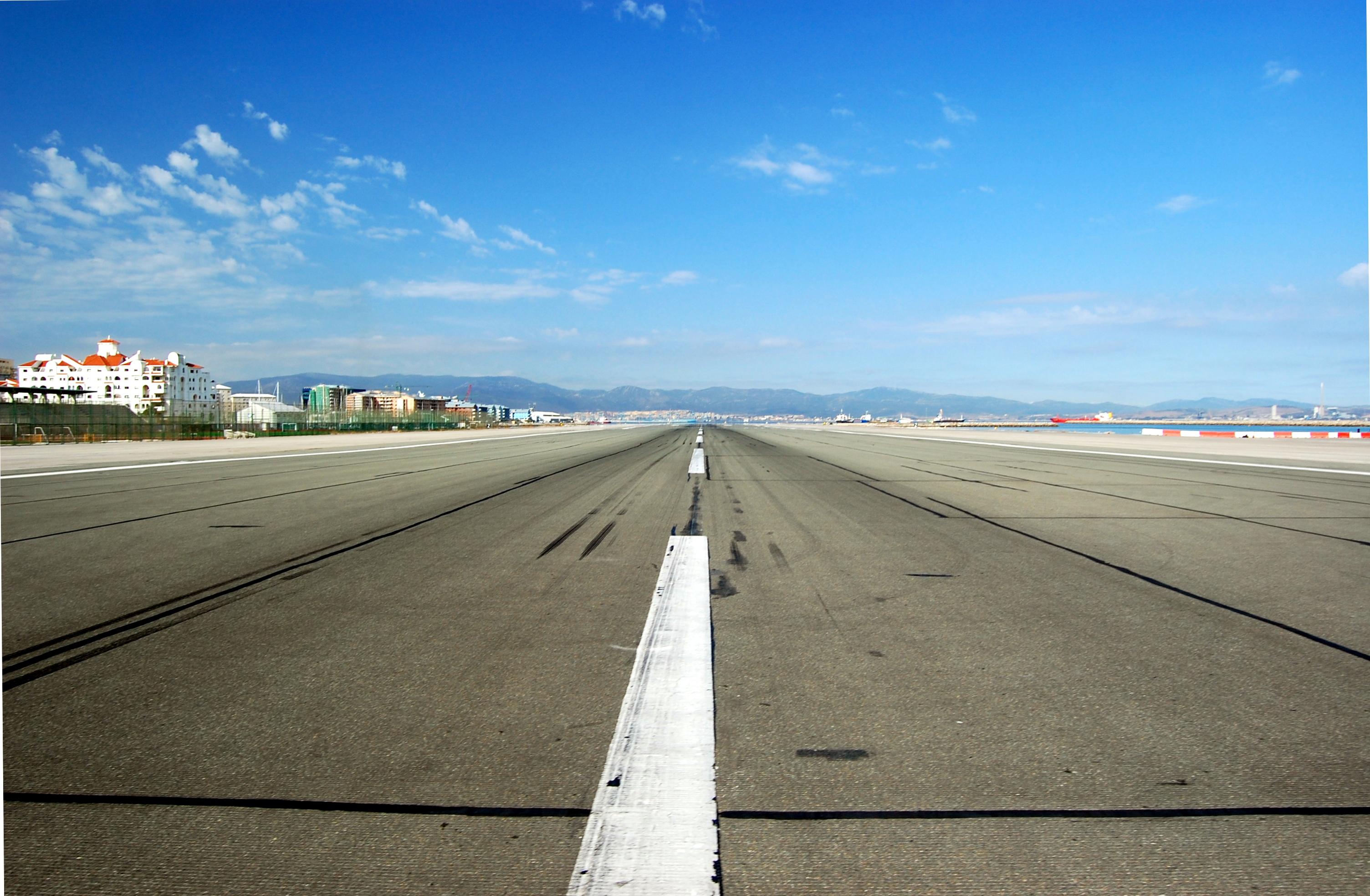
Pista de aterrizaje de Gibraltar. Para llegar a Gibraltar es necesario atravesar la pista en vehículo o andando.

### Aeródromos
La pista de aterrizaje y despegue se dimensiona en función de la aeronave característica. Esta, a su vez, viene determinada por estudios previos sobre el tráfico que va a soportar el aeropuerto, rangos de los orígenes de esos tráficos y otras varias consideraciones que confluyen en la determinación de cual es la aeronave que por su capacidad, autonomía y otras características técnicas resulta ser la ideal o característica. A partir de este dato fundamental, se conoce la "longitud básica de pista" dato ideal determinado por el fabricante y que viene a ser la longitud ideal y segura que necesita esa aeronave en cuestión para operar al nivel del mar y con una temperatura ambiente de 15 °C. Es con estos datos con los que esa longitud básica de pista se corrige en función de la altitud de la pista en cuestión y de la temperatura media del lugar. Cuanto más altitud y/o mayor temperatura, más debe incrementarse la longitud básica que a la postre será la longitud de proyecto.
Los grandes aeropuertos, donde la demanda es muy elevada, disponen de varias pistas. Los grandes aviones, con plena carga de combustible y de pasajeros, como el Boeing 747 o el Airbus 340 requieren de pistas de al menos 2,5 km para despegar y para aterrizar de forma segura. Por el contrario, aviones de pasajeros pequeños necesitan pistas que no superan un kilómetro. En el caso de las bases aéreas militares sucede lo mismo.

### Portaviones
Excepcionalmente, en el caso de los portaviones la pista de aterrizaje es distinta de la pista de despegue. El motivo es que deben poder utilizarse ambas pistas simultáneamente. Su pista de despegue es muy corta, de unos 100 metros, de forma que los aviones deben ser acelerados en pocos segundos de 0 a 200 km/h mediante catapultas para poder despegar. La pista de aterrizaje es algo más larga, de unos 200 metros, longitud que obliga a utilizar cables de frenado para que los aviones puedan aterrizar. Sin embargo, debe observarse que en el caso de un portaviones, las operaciones se realizan con el barco navegando a máxima velocidad en contra del viento, si lo hay, por lo cual el avión se ve beneficiado con un viento frontal virtual que puede ser por lo menos de 25 nudos, por lo que los requerimientos de longitud de pista se ven disminuidos. Si hay un viento de veinte nudos, este se sumará a la velocidad del navío, o sea, que el avión, aparcado antes de ser catapultado para despegar, puede ya estar gozando de 45 nudos de viento en cara. Si se permite el símil, un portaviones es un aeropuerto con viento de proa incorporado.
La pista de aterrizaje y despegue puede tener solamente unos pocos grados de inclinación, ya que una pendiente mayor afectaría a la velocidad de los aviones al despegar y aterrizar.

## Criterios de diseño y localización de pistas
Los aviones requieren cierta velocidad para poder sustentarse en el aire. Al tener vientos frontales, los aviones requieren menos velocidad relativa para poder volar. Por otra parte, los aviones tienen grandes dificultades para despegar y aterrizar con vientos laterales (conocidos técnicamente como vientos cruzados). Con base en esto, las pistas de un aeropuerto por lo general se construyen de tal manera que, durante un año, los vientos cruzados no superen el 5 % del tiempo los valores admisibles para la aeronave de diseño. En la medida en que los vientos varían sustancialmente de año a año, se requieren series históricas de al menos 10 años para establecer si la orientación es adecuada.

## Pavimento

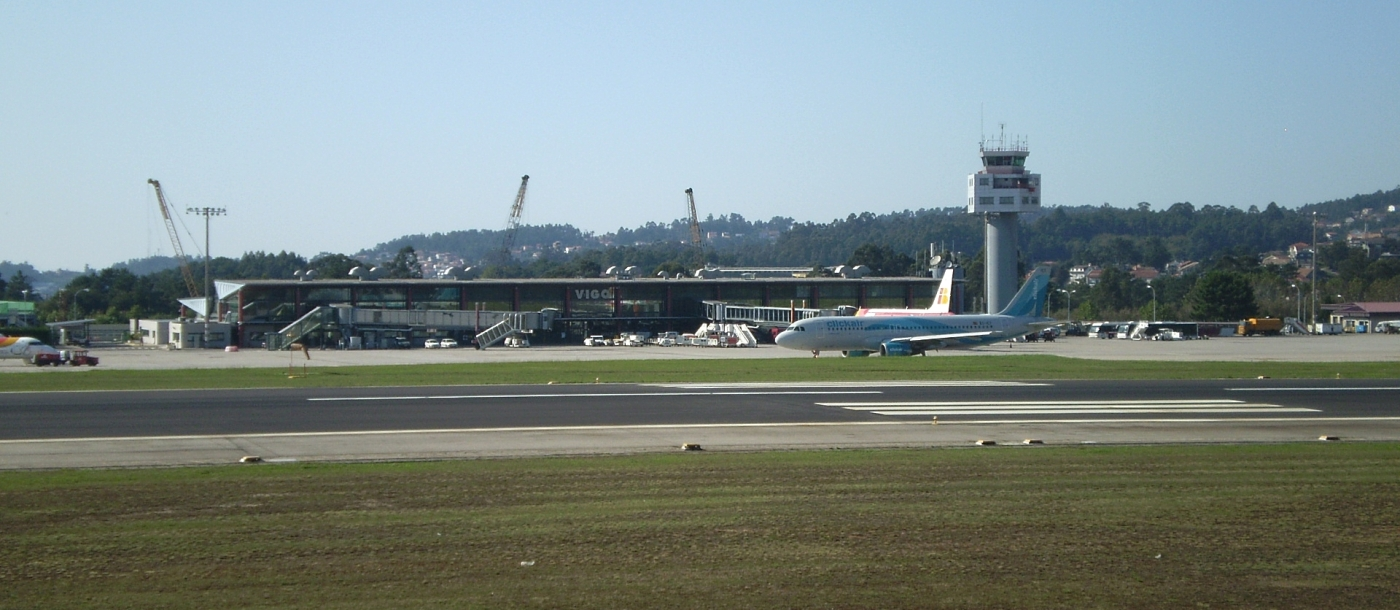
Pistas de aterrizaje del Aeropuerto de Peinador en Vigo, España.

En aeropuertos importantes, las pistas están hechas generalmente en un pavimento de asfalto u hormigón. El grosor de la base de la pista depende del tipo y tamaño de los aviones que la utilizarán y de la composición de la demanda. Así por ejemplo, las pistas destinadas a los grandes aviones requieren una base extremadamente gruesa (entre 15 y 51 cm aproximadamente) resistente para soportar el peso elevado de tales aparatos. Sin embargo, los campos de aterrizaje de poca envergadura, de ciudades pequeñas, a menudo son de tierra, césped, afirmado, hierba o gravilla.
El paquete estructural de un pavimento rígido para pistas de aeródromos se compone de una base de hormigón simple (o armado, en las intersecciones con otras pistas y salidas) que distribuye las tensiones al suelo natural compactado (o subrasante). Si la masa de la aeronave de diseño superare las 100 000 libras, se incluye una capa intermedia de material estabilizado que distribuye uniformemente la carga de la losa y reduce los daños por congelamiento y deshielo.

## Pistas semipreparadas
Para aquellos aeropuertos pequeños de campos de aterrizaje de poca longitud y situados en pequeñas ciudades, fincas o pueblos, estas pueden ser de tierra, césped, grava, hierba entre otros.
En estas pistas pueden aterrizar aeronaves que poseen un tren de aterrizaje triciclo de alta resistencia como:
- Cessna 208
- C-130 Hercules
- C-130J Super Hercules
- CASA CN-235

## Denominación
Cada pista es denominada con dos números, uno para cada una de las dos direcciones y eventualmente una letra. Esto permite que los pilotos puedan identificar fácilmente la pista y el lado de esta que deben utilizar. El número significa la dirección en grados (redondeado a la decena más cercana y recortado en el último dígito) con respecto al norte magnético a la que se encuentra dirigida la pista (en una cabecera) y respectivamente la cabecera opuesta, estará denominada con el ángulo de complemento (dirección contraria, es decir 180° de diferencia).
Si, por ejemplo, una pista tiene en una dirección la denominación 04, su identificación en la dirección opuesta será 22. Estos números están pintados en caracteres muy grandes, en blanco, sobre la superficie de la pista en sus dos extremos, de forma que puedan ser reconocidos por los pilotos desde el aire a cierta distancia. Si un aeropuerto dispone de dos pistas que transcurren paralelamente, y que por ello están identificadas con el mismo número, se añade a continuación del número una R (del inglés Right) en la pista derecha, y una L (de Left) en la pista izquierda. En tal caso, las dos pistas podrían tener, por ejemplo, los identificativos 07R y 07L. Si el aeropuerto dispone incluso de una tercera pista paralela a las otras dos, la denominación de la pista del centro será en este ejemplo 07C (de Center). La dirección de la pista es indicada en grados magnéticos, eliminando la última cifra. Una pista cuya dirección es, por ejemplo, hacia el este, o sea 90 grados, tendrá por lo tanto como denominación 09, y una pista cuya dirección es hacia el suroeste, o sea 225 grados, se identificará como 22.
Un caso especial como es el del Aeropuerto Internacional de Dallas-Fort Worth, ya que de sus siete pistas de aterrizaje y despegue (uno de los aeropuertos con más pistas del mundo), cinco son paralelas, necesita utilizar un procedimiento un poco distinto. A las dos pistas situadas al oeste se les da la denominación de 36L y 36R, y a las tres restantes se les resta un número quedando en 35L, 35C y 35R. No es del todo correcto, pero es la mejor manera de determinarlas.
- Ejemplo: En el Aeropuerto de la Ciudad de México (MMMX) la pista 05L está hacia los 052°, pero por denominación solo se toman las primeras 2 cifras, es decir, las centenas y las decenas de los grados; por tanto al otro cabezal, análogamente por la suma de 180°, se le llama pista 23R, ubicada hacia los 232°.

La letra hace referencia a la posición de la pista con respecto hacia las demás que mantengan un mismo sentido. Existen 3 letras: L (Left, izquierda), R (Right, derecha) y C (central). En el caso de que existan más de tres pistas paralelas, la W se aplica a la que esté a la izquierda de la L. De igual manera, si un aeropuerto no tiene pistas paralelas, basta con poner solo la numeración, sin añadir letras.
Ejemplo: En el mismo aeropuerto del ejemplo anterior, hay dos pistas que se encuentran hacia el mismo sentido, y son la 05L (Left, 05 izquierda), y la 05R (Right, 05 derecha), análogamente las del otro lado son la 23L (el otro extremo de la 05R) y la 23R (el otro extremo de la 05L).

## Señalización
Las pistas de aterrizaje y despegue disponen de una señalización blanca pintada sobre la superficie de la pista, cuyo objetivo es informar a los pilotos al despegar, y sobre todo al aterrizar, sobre los diversos tramos y distancias de la pista, así como sobre su eje longitudinal central, para facilitarles las maniobras.
Para los despegues y aterrizajes nocturnos y en condiciones de visibilidad reducida, como en el caso de niebla, las pistas están iluminadas mediante luces que señalizan sus lados, el eje longitudinal central, los diversos tramos de la pista, así como su comienzo y su final. Para los aterrizajes en dichas condiciones las pistas de cierta importancia disponen de balizas de aterrizaje que se instalan en una longitud de varios centenares de metros por delante de la pista, y que constan de focos montados en un orden determinado.

## Iluminación

### Indicadores de pendiente de aproximación visual
Una importante ayuda visual a la aproximación final hacia la cabecera de la pista son los indicadores de pendiente de aproximación visual, que aporta una mayor certeza en la aproximación en conjunto con los sistemas de ayuda de aproximaciones visuales e instrumentales. Los VASI están instalados normalmente en lugares donde una o más de las siguientes condiciones existen:
- La pista es usada por reactores (turbojet o turbofan).
- El piloto tiene dificultades para juzgar la aproximación final por una inadecuada referencia visual sobre el agua o por las características del terreno, por lo engañoso de los elementos circundantes o por las inclinaciones engañosas de la pista.
- Porque hay serios riesgos en el área de aproximación que pueden hacer peligrar a la aeronave si esta se encuentra un poco debajo del patrón de descenso en la aproximación.
- Por el elevado riesgo que corre la aeronave en el caso de un descenso brusco o de un ascenso inesperado.
- Por turbulencia encontrada o existente debido a las condiciones meteorológicas o condiciones del terreno.

### Luces indicadoras del fin de la pista (REIL)
Algunas veces las luces están ubicadas al final de la pista para ayudar a la rápida y efectiva identificación del acercamiento del fin de la pista. Cuando se está en la segunda mitad de la pista, las luces blancas de eje y de borde se convierten en una hilera que alterna una bombilla blanca y una roja. En el último tramo de pista solo hay bombillas rojas. De esta manera el piloto puede identificar adecuadamente el final de pista sin posibilidad de confusión. También se suele incorporar un sistema que consiste en dos series de luces que sincronizadamente emiten flash (llamadas luces estroboscópicas), una de cada lado del último tramo de la pista. Sin embargo, estas no se suelen instalar, pues el sistema de luces estroboscópicas están incorporadas al Sistema de Luces de Aproximación. El sistema REIL es usado para distinguir la cabecera de la pista en lugares caracterizados por numerosas luces de suelo, como señales de neón u otras luces que pueden distraer la atención del piloto.

### Sistemas de luces de aproximación (ALS)
Los sistemas de luces de aproximación son usados en las cercanías de la cabecera de la pista como parte a las ayudas electrónicas de navegación para la parte final de aproximaciones precisas y no precisas de un vuelo IFR; y también como una guía visual en vuelos VFR nocturnos. El sistema de luces de aproximación suministra al piloto con entradas visuales respecto a la alineación de la aeronave, el equilibrio, el horizonte, el ancho y la posición con respecto a la cabecera de la pista. Desde que los sistemas de iluminación aeroportuarios relevaron a las necesariamente rápidas acciones mentales sobre la información visual que encabezaban las decisiones, un sistema visual es ideal para una guía durante los últimos segundos críticos del movimiento descendente sobre el patrón de planeo. El sistema de luces de aproximación se creó con base en el ángulo del patrón de planeo, el rango visual, el ángulo de visibilidad cortada en la cabina y de las velocidades de aterrizaje. Esto es esencial para que los pilotos estén propensos a utilizar e identificar ALS y de interpretar el sistema sin confusión. Entre los principales sistemas de ALS se encuentran:
- ALSF-1
- ALSF-2
- MALSR
- MALSF
- MALS

### Sistema PAPI
El sistema PAPI consiste en una barra transversal de cuatro luces rojas o blancas situadas, normalmente, en el lado izquierdo de la pista. Si el avión va muy alto sobre la senda de planeo verá todas las luces blancas; si va un poco alto verá tres luces blancas y una roja; si va muy bajo, las verá todas rojas; si solo va un poco bajo verá tres rojas y una blanca, y si va en la senda correcta, verá dos blancas y dos rojas.

### Iluminación del acotamiento central y de la zona de contacto de la pista
Estos sistemas de iluminación facilitan los aterrizajes, los giros y los despegues. Las luces de la zona de contacto son más que nada utilizadas para los aterrizajes, y las luces de centro de la pista ayudan después del contacto y brindan la guía primaria durante la carrera de despegue. Ambos sistemas son utilizados como complemento a las ayudas de aproximación electrónicas y ALS bajo condiciones de visibilidad limitada.
Las Luces del Centro de la Pista están unidas casi a la misma altura del pavimento y sobrepuestas sobre un máximo de dos pies para dejar libre la pintura del acotamiento. Las luces del centro son blancas a excepción de los últimos 3000 pies. De los 3000 a los 1000 pies de la pista, las luces se alternan en rojo y blanco.